# 로미나 가에타니
로미나 가에타니(Romina Gaetani, 1977년 4월 15일 ~ )는 아르헨티나의 배우, 가수, 텔레비전 사회자이다. 2014 국제 에미상 여자연기자상 후보자이다.

## 음반 목록
- Chiquititas vol 6(2000)
- La Rayada (2016)